# Stethorrhagus
Stethorrhagus es un género de arañas araneomorfas de la familia Corinnidae. Se encuentra en Sudamérica.

## Lista de especies
Según The World Spider Catalog 12.0:
- Stethorrhagus archangelus Bonaldo & Brescovit, 1994
- Stethorrhagus chalybeius (L. Koch, 1866)
- Stethorrhagus duidae Gertsch, 1942
- Stethorrhagus hyula Bonaldo & Brescovit, 1994
- Stethorrhagus latoma Bonaldo & Brescovit, 1994
- Stethorrhagus limbatus Simon, 1896
- Stethorrhagus lupulus Simon, 1896
- Stethorrhagus maculatus (L. Koch, 1866)
- Stethorrhagus nigrinus (Berland, 1913)
- Stethorrhagus oxossi Bonaldo & Brescovit, 1994
- Stethorrhagus peckorum Bonaldo & Brescovit, 1994
- Stethorrhagus penai Bonaldo & Brescovit, 1994
- Stethorrhagus planada Bonaldo & Brescovit, 1994
- Stethorrhagus roraimae Gertsch, 1942
- Stethorrhagus tridentatus Caporiacco, 1955